# Nicotiana alata
Nicotiana alata là loài thực vật có hoa trong họ Cà. Loài này được Link & Otto mô tả khoa học đầu tiên năm 1828.